# 대한민국 헌법 제25조
대한민국 헌법 제25조는 공무담임권을 규정하는 대한민국 헌법의 조항이다.

## 본문
모든 국민은 법률이 정하는 바에 의하여 공무담임권을 가진다.

## 참조조문

### 소급입법 금지
제13조 모든 국민은 소급입법에 의하여 참정권의 제한을 받지 아니 한다.

### 예외
제32조 ⑥ 국가유공자·상이군경 및 전몰군경의 유가족은 법률이 정하는 바에 의하여 우선적으로 근로의 기회를 부여받는다.

### 공직선거권
공직선거법 제16조(피선거권) (1) 선거일 현재 5년 이상 국내에 거주하고 있는 40세 이상의 국민은 대통령의 피선거권이 있다. 이 경우 공무로 외국에 파견된 기간과 국내에 주소를 두고 일정기간 외국에 체류한 기간은 국내거주기간으로 본다. <개정 1997.1.13>
(2) 25세 이상의 국민은 국회의원의 피선거권이 있다.
(3) 선거일 현재 계속하여 60일 이상(공무로 외국에 파견되어 선거일전 60일후에 귀국한 자는 선거인명부작성기준일부터 계속하여 선거일까지) 당해 지방자치단체의 관할구역안에 주민등록(국내거소신고인명부에 올라 있는 경우를 포함한다. 이하 이 조에서 같다)이 되어 있는 주민으로서 25세 이상의 국민은 그 지방의회의원 및 지방자치단체의 장의 피선거권이 있다. 이 경우 60일의 기간은 그 지방자치단체의 설치·폐지·분할·합병 또는 구역변경(제28조 각 호의 어느 하나에 따른 구역변경을 포함한다)에 의하여 중단되지 아니한다. <개정 2009.2.12> 

## 내용
- 공무담임권

## 같이 보기
- 대한민국 헌법 제2장
- 피선거권
- 공직선거법
- 정치자금법
- 가산점
- 대한민국 헌법 제13조
- 대한민국 헌법 제32조